# Nowaki (Mazovia)
Nowaki [pronunciación en polaco: /nɔˈvaki/] es un pueblo en el distrito administrativo de Gmina Skórzec, dentro del Distrito de Siedlce , Voivodato de Mazovia, en el centro-este de Polonia. Se encuentra aproximadamente 3 kilómetros al noroeste de Skórzec, 13 kilómetros al oeste de Siedlce, y 76 kilómetros al este de Varsovia.